# Wspaniała rzecz
Wspaniała rzecz (ang. Beautiful Thing) – melodramat produkcji brytyjskiej w reżyserii Hettie MacDonald z 1996 r. traktujący o gejowskiej miłości dwóch nastolatków z Londynu. Scenariusz filmu napisany został na podstawie sztuki teatralnej Jonathana Harvey'ego.
Film był debiutem reżyserskim Hettie MacDonald. Film zdobył popularność wśród widzów: stał się filmem kultowym w środowisku brytyjskich gejów, powstało kilka fanklubów filmu, a w styczniu 2004 r. film zajął pierwsze miejsce na liście 10 najlepszych gejowskich filmów wszech czasów brytyjskiego magazynu „Out”.

## Fabuła
15-letni Jamie mieszka z matką w typowym blokowisku w południowym Londynie. Matka nie radzi sobie z synem, drażni ją marzycielskie usposobienie chłopaka i opuszczane lekcje gimnastyki. Niespodziewanie w ich mieszkaniu pojawia się Ste – chłopak z sąsiedztwa, który musi ukrywać się przed sadystycznym ojcem. Rozpoczyna się romantyczna przygoda, rodzi się pierwsze, nieśmiałe uczucie.

## Aktorzy i role
- Glen Berry jako Jamie Gangel
- Scott Neal jako Ste Pearce
- Linda Henry jako Sandra Gangel, matka Jamiego
- Tameka Empson jako Leah Russell
- Ben Daniels jako Tony, mężczyzna matki Jamiego
- Daniel Bowers jako Trevor Pearce
- Steven M. Martin jako Ryan McBride
- Julie Smith jako Gina
- Daniel Bowers jako Trevor Pearce
- Jeillo Edwards jako Rose
- Anna Karen jako Marlene
- Meera Syal jako panna Chauhan
- John Savage jako Lenny
- John Benfield jako Rodney Barr
- Andrew Fraser jako Jayson
- Garry Cooper jako Ronnie Pearce
- Martin Walsh jako pan Bennett[3]

## Nagrody i nominacje
- 1996:
  - Toronto International Film Festival, II nagroda publiczności dla Hettie MacDonald
  - São Paulo International Film Festival, nagroda jury dla Hettie MacDonald
  - Paris Film Festival, Grand Prix festiwalu dla Hettie MacDonald
- 1997:
  - GLAAD Media Awards, nagroda dla najwybitniejszego filmu
  - Ft. Lauderdale International Film Festival, nagroda przewodniczącego dla Jonathana Harveya za najlepszy scenariusz
  - Chlotrudis Awards, dwie nominacje – dla filmu i Lindy Henry w kategorii najlepsza aktorka[4]

## Realizacja filmu
Sceny do filmu były kręcone w następujących miejscach w Londynie:
- Thamesmead South,
- „Anchor Pub”, Rotherhithe,
- „Lakeside Social Club”, Thamesmead South,
- Lesnes Abbey Woods, Abbey Woods, Bexley,
- Southmere Lake, Thamesmead South,
- Tavy Bridge Piazza, Thamesmead South,
- „The Gloucester” (pub), Greenwich.

Zobacz lokalizację miejsca kręcenia filmu na GoogleMaps

## Produkcje teatralne
Pierwowzorem filmu jest scenariusz Jonathana Harveya do sztuki teatralnej o tym samym tytule. Doczekała się ona kilku realizacji w Wielkiej Brytanii, USA i Australii, a także w Polsce:
- Bush Theatre w Londynie, premiera 28 lipca 1993 r., reżyseria Hettie McDonald, odtwórcy ról: Patricia Kerrigan, Mark Letheren, Jonny Lee Miller, Sophie Stanton i Philip Glenister
- Duke of York’s Theatre premiera we wrześniu 1994 r., odtwórcy ról Amelda Brown, Zubin Varla, Richard Dormer, Diane Parish i Rhys Ifans
- austalijska premiera w lutym 1998 r. podczas festiwalu Sydney Gay and Lesbian Mardi Gras, reżyseria Michael Darragh, odtwórcy ról: Fiona Harris, Simon Corfield, Andrew Wallace, Natalie Murray i Charles Kevin
- Famous Door Theater Company w Chicago, premiera 16 maja 1998 r.
- Cherry Lane Theatre w Nowym Jorku, premiera 14 lutego 1999 r.
- Sound Theatre w Londynie, premiera lipiec-sierpień 2006 r., odtwórcy ról: Jonathan Bailey, Gavin Brocker, Steven Meo, Carli Norris i Michelle Terry
- South London Theatre, premiera przygotowywana na sierpień 2007 r.
- Teatr Muzyczny Junior w Gdyni, premiera w 2007 roku pod polskim tytułem „Piękne rzeczy”[6]

## Soundtrack
Muzyka do filmu jest przypomnieniem przebojów popularnej w latach 60. XX w. amerykańskiej grupy Mamas & Papas oraz ich wokalistki Mamy Cass zaadaptowanych do scenariusza przez Johna Altmana. Przez fabułę przeplata się 16 utworów wraz z wykorzystanym w finałowej scenie evergreenem Dream a Little Dream of Me.